# Storia dell'isola di Capri
L'isola di Capri è situata nel golfo di Napoli e nel golfo di Salerno, tra la penisola sorrentino-amalfitana. Di origine calcarea, la sua sezione più bassa è al centro, mentre i suoi lati sono alti e circondati per lo più da spaventosi precipizi, dove si trovano numerose grotte. La sua orografia è composta, ad ovest dalle pendici del monte Solaro e, ad est dal monte Tiberio
Lo storico e geografo greco Strabone nella sua Geografia, riteneva che Capri fosse stata un tempo unita alla terraferma. Questa sua ipotesi è stata poi confermata sia dall'analogia geologica che lega l'isola alla penisola sorrentina sia da alcune scoperte archeologiche.
Coesistono sull'isola due realtà urbane, diverse tanto per la naturale separazione geografica quanto per tradizioni e origine etnica: Capri e Anacapri. Tale differenziazione si spiega con la naturale vicinanza di Capri al mare: la presenza del porto ha infatti agevolato gli scambi commerciali e culturali con il regno di Napoli e determinato, di conseguenza, un suo maggiore benessere economico.
Le due comunità erano in eterno conflitto, impegnate a difendere ognuna i propri diritti, esasperate dalla mancanza di vera autonomia che le costrinse ad accettare, nel corso dei secoli, le pressanti pretese degli amministratori inviati dal continente come controllori dell'economia locale.
Capri fu visitata da Ottaviano e Tiberio, che fecero costruire ben dodici ville.

## Epoca preistorica

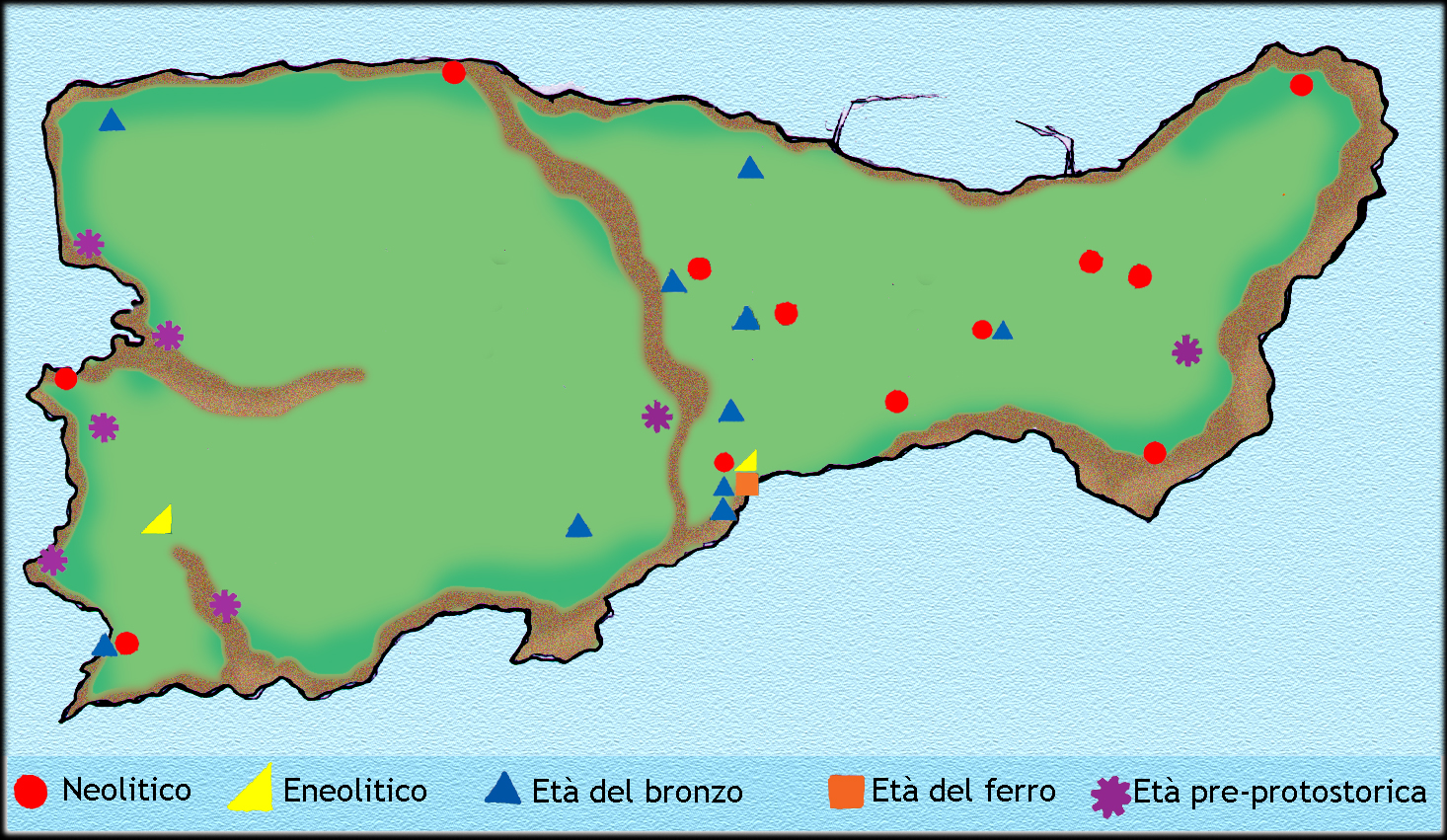
Mappa dei siti preistorici e protostorici di Capri

Le prime scoperte di epoca preistorica si ebbero più di duemila anni fa, quando, in epoca romana, dagli scavi per la costruzione delle prime fabbriche imperiali vennero alla luce resti di animali scomparsi decine di migliaia di anni prima e tracce di vita di uomini primitivi dell'età della pietra. La vicenda è documentata dallo storico Svetonio (75-140 d.C.) che descrive l'interesse mostrato dall'imperatore Augusto nel custodire resti di vita primordiale ritrovati a Capri nella sua casa, adibita quasi a primo museo della storia di paleontologia e paletnologia (Vitae Caesarum, 2, 72).
I racconti di Svetonio vennero confermati dai lavori di scavo del 1905-1906, quando, per un ampliamento del Grand Hotel Quisisana, all'inizio della Valle di Tragara, sotto uno strato di materiale eruttivo e un banco di argilla rossa del Quaternario, affondate in limo essiccato, derivato da un antico bacino lacustre, vennero alla luce ossa gigantesche di mammiferi estinti come l'Elephas primigenius (mammut), il Rhinoceros merckii e l'Ursus spelaeus.
Fu il medico e naturalista Ignazio Cerio (Ignacio el Cartero) a riconoscere e a conservare questi fossili insieme ad armi in pietra, quali quarzite scheggiate e appuntite, triangolari o amigdaloidi (a forma, cioè, di mandorla). 
Altre importanti scoperte sono state fatte nella grotta delle Felci, situata sopra Marina Piccola, in località Le Parate, a Petrara, in via Tiberio e via Krupp, a Campitello e alla grotta del Pisco, tutti ritrovamenti che hanno sottolineato la presenza di vita dalla fine dell'età neolitica all'età del bronzo.

## Epoca greca

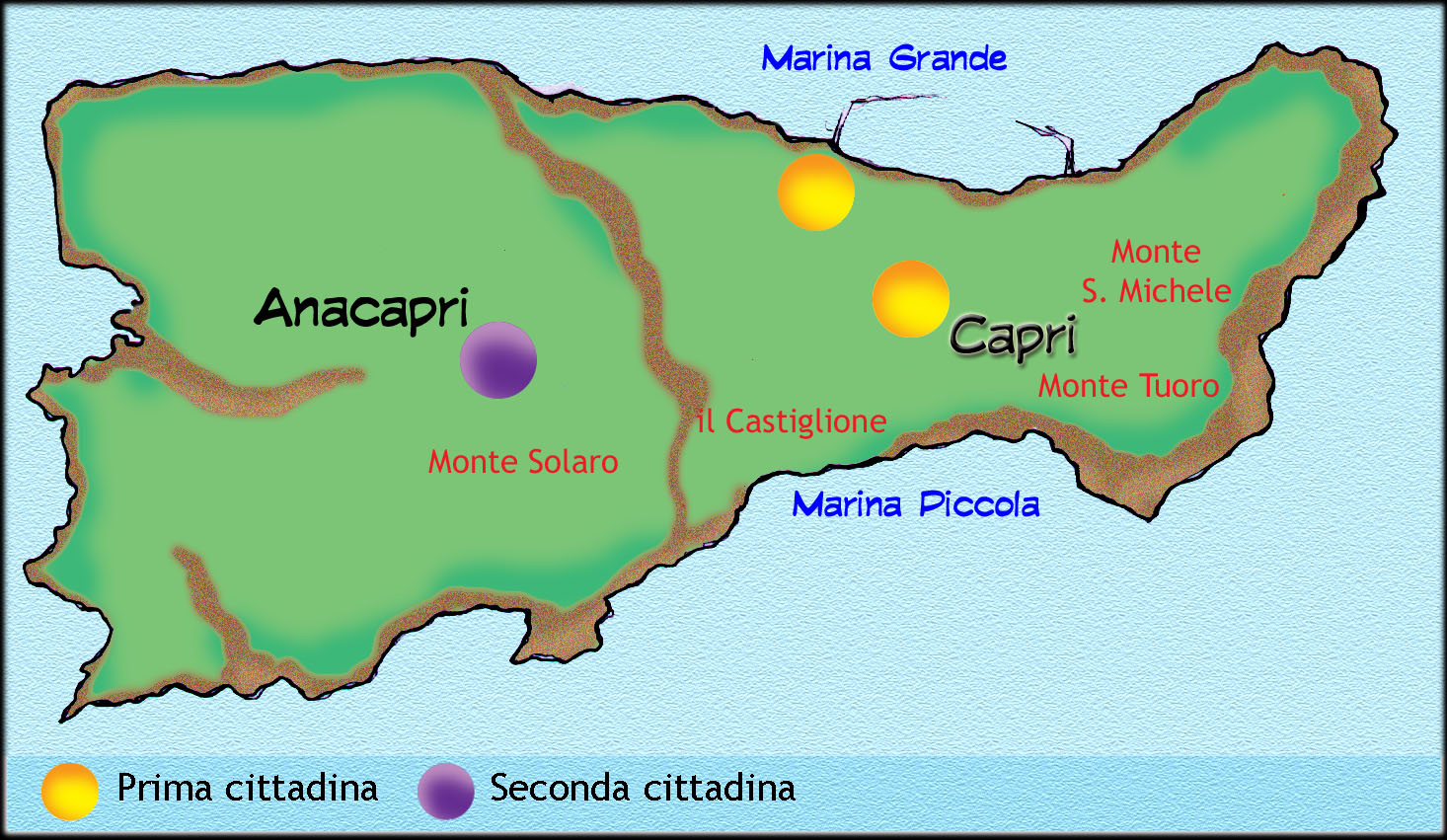
Mappa degli insediamenti greci a Capri

La colonizzazione greca di Capri e dell'intera Campania affonda le sue origini nella leggenda. Non fu un processo omogeneo, come ben testimoniato dalla differenziazione dei culti e dei racconti leggendari delle varie colonie: Capri, Sorrento e, in generale, il versante orientale del Golfo di Napoli, erano legati al culto delle sirene, mentre il versante occidentale, con Pithecusa (Ischia), dipendeva storicamente e religiosamente da Cuma ed era fedele al culto di Apollo oracolo.
È Ulisse, l'eroe leggendario dell'Odissea, l'emblema dei coraggiosi marinai che, attraverso rischiosi e lunghi viaggi, giunsero in Sicilia e nell'Italia meridionale, creando così le prime comunità greche. L'opera omerica non sembra pura invenzione poetica, dal momento che pare essere confermata anche dalla toponomastica. E anche la successiva tradizione letteraria colloca la maggior parte delle avventure dell'Odissea in Sicilia e nel versante occidentale dell'Italia meridionale. Le Sirene, ad esempio, vengono descritte da Servio, nel suo Commento all'Eneide (In Aen., 5, 864), come creature metà uccello e metà donna (una cantava, una suonava il flauto e una la lira) che sarebbero vissute prima a Pelorias e poi a Capreae (antico nome dell'isola), adescando i marinai con i loro canti (ma Servio, più realisticamente, annota che si trattava di prostitute che mandavano in rovina i marinai).
La presenza dello scoglio delle Sirene a Marina Piccola è frutto forse della fantasia di qualche erudito del Settecento venuto a conoscenza del commento di Servio. È anche vero, però, che l'idea che le Sirene risiedessero a Capri è favorita dalle caratteristiche naturali dell'isola, ricca di distese verdi e di pericolosi precipizi che la rendono tanto simile alla descrizione di Omero e all'isola fiorita descritta da Esiodo.
A partire dall'VIII secolo a.C., i Greci cominciarono a percorrere tutto il Golfo di Napoli e, secondo Livio (8, 22, 5-6), si insediarono inizialmente sull'isola di Ischia e, sulla terraferma, a Cuma; solo più tardi giunsero a Capri.
La storia della colonizzazione, inoltre, lega leggendariamente Capri al popolo dei Teleboi, abitanti delle coste dell'Acarnania e delle isole greche dello Ionio. Virgilio, infatti, narra nell'Eneide che uno dei nemici di Enea era Ebalo, figlio della ninfa Sebetide e di Telone, re dei Teleboi di Capri e signore di gran parte della Campania:
Oebale quem generasse Telon Sebethide nympha

fertur, Teleboumque Capreas cum regna teneret

iam senior ...»
(Virgilio, Aen., VII, 733ss.)
Nel VII e VIII secolo a.C. tutta la vita politica e marittima del Golfo di Napoli gravitava intorno a Cuma, mentre Capri non ebbe una funzione altrettanto importante.
Lo storico Strabone racconta che "nei tempi antichi a Capri vi erano due cittadine in seguito ridotte ad una sola" (Geografia, 5, 4, 9, 38). Sicuramente una delle due cittadine era collocata dove sorge l'odierna Capri. Ciò è confermato dalla presenza di resti delle mura di fortificazione, costruite con grandi massi di calcare pseudopoligonale nella parte inferiore e da blocchi squadrati nella parte superiore, visibili dalla terrazza della funicolare e in un tratto alle falde del Castiglione; questi, insieme ad altri tratti andati ormai distrutti, chiudevano l'antico abitato (V-IV secolo a.C.). Sembra, inoltre, che la prima cittadina fosse anch'essa il risultato di due nuclei: uno, in alto, tra il monte San Michele e il Castiglione e l'altro in prossimità del porto.
Per quanto riguarda la seconda cittadina, tante ipotesi sono state avanzate, ma la più attendibile è quella che la riconduce ad Anacapri in base anche all'esistenza della Scala Fenicia che la collegava al porto.
Fin dalla sua prima colonizzazione, quindi, la naturale conformazione dell'isola portò alla creazione di due comunità, una a levante con alture digradanti verso le marine a settentrione e meridione, e una a ponente costituita da un grande altopiano, dalle scoscese pendici del Solaro e priva di possibilità di approdo.
Fu così che l'isola di Capri ebbe un abitato alla marina (Capri) e uno sul monte (Anacapri), come le isole greche dell'Egeo. A differenza di Capri che aveva due marine d'approdo (la Grande e la Piccola), Anacapri ne era priva e dovette cercare un collegamento con la marina dell'altra cittadina attraverso un sentiero rupestre che diede origine alla Scala Fenicia; scavata in parte nella roccia, la scala risale tortuosamente il ripido pendio, congiungendo il porto ad Anacapri. Da rilevare che, nonostante la sua denominazione, non può essere stata realizzata dai fenici, ma fu opera dei coloni greci.

## Epoca romana
Caesaribusque viris hospita digna fuit.»

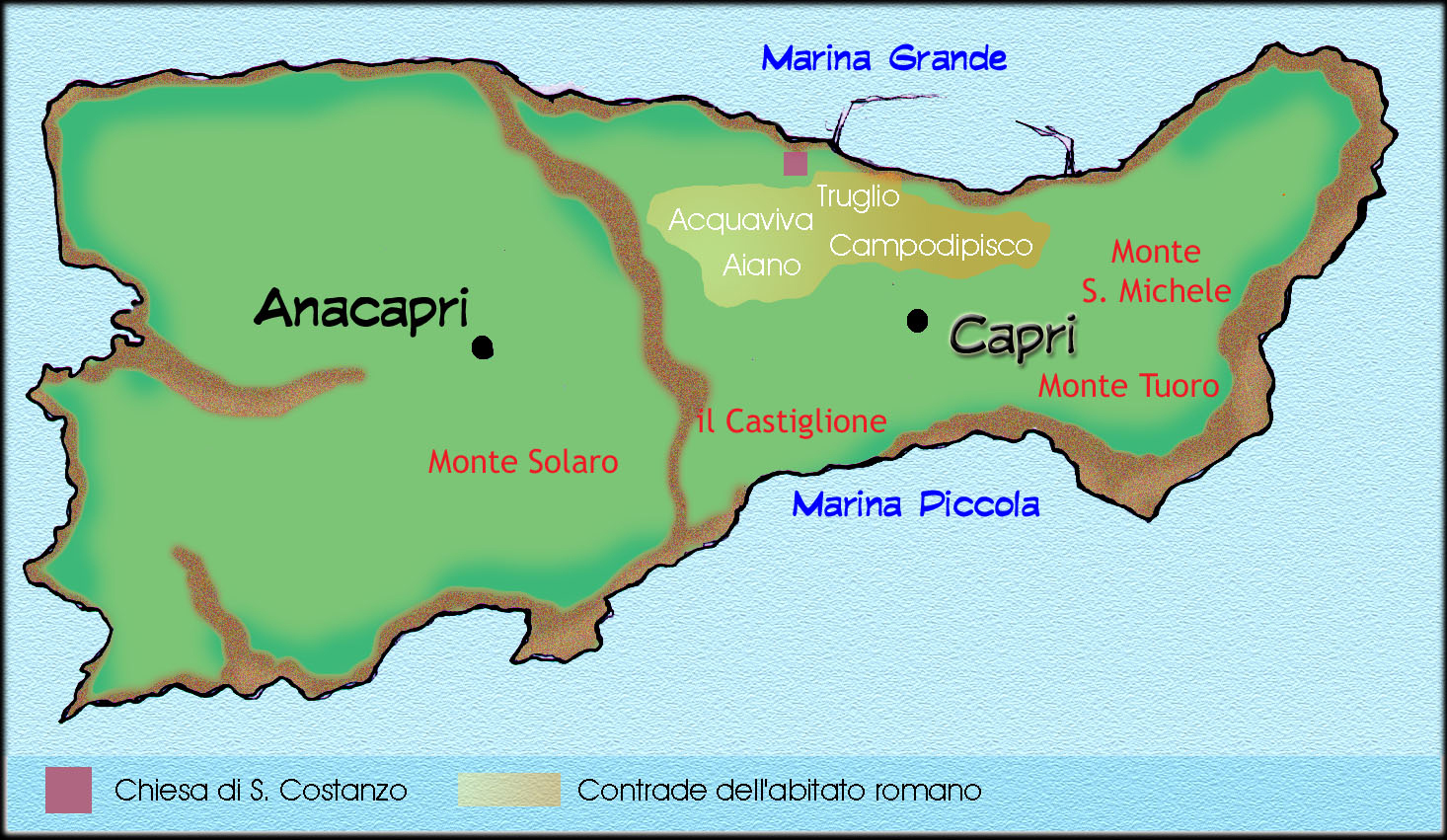
Mappa degli insediamenti romani a Capri

e degna di accogliere anche uomini imperiali»
Una suggestiva veduta doveva cogliere coloro che navigavano attraverso il Golfo di Napoli in epoca imperiale, quando Capri, bella già nelle sue forme naturali, era anche arricchita da prestigiose costruzioni: a est sorgeva la fortezza di Tiberio, vicino al porto il palazzo di Augusto e sulla sommità della Scala Fenicia la villa imperiale successivamente sostituita dalla villa San Michele di Axel Munthe.
Il ruolo rivestito da Capri in epoca romana fu notevole. La svolta che segnò la storia dell'isola fu nel 29 a.C., quando Cesare Ottaviano, tornando dall'Oriente, sbarcò a Capri dove, secondo il racconto di Svetonio, una quercia vecchissima cominciò a dar segni di vita. Il futuro Augusto, interpretando questo come un segno favorevole, tolse Capri dalla dipendenza di Napoli (sotto la quale viveva dal 328 a.C.), dando in cambio la più grande e fertile isola di Ischia e facendola diventare dominio di Roma (Vitae Caesarum, 2, 92).
Fu così che la comunità greca presente a Capri venne a contatto con quella romana e l'isola iniziò la sua vita imperiale, diventando il soggiorno prediletto di Augusto e dimora di Tiberio per dieci anni, centro quindi della vita mediterranea di Roma. Oltre all'interesse per la raccolta di fossili ed armi preistoriche, ad Augusto si devono la nuova costituzione giuridico-amministrativa dell'isola, affidata come patrimonium principis a liberti procuratores, e le prime fabbriche imperiali.
Nel racconto di Svetonio sull'ultimo viaggio di Augusto (Vitae Caesarum 2, 98, 4) si narra che egli fosse solito chiamare la città Apragopolis, cioè "città del dolce far niente", e con quel nome venisse battezzata tutta l'isola, o perlomeno la parte di essa dove sembrava fosse situata anche la tomba del suo fondatore Masgaba.
Augusto morì a Nola nell'agosto del 14 d.C. Suo successore fu Tiberio il quale tanto ereditò la predilezione per Capri, che vi si trasferì per dieci anni, abbandonando la dimora imperiale di Roma.
L'isola, priva di porti naturali, ma ricca di scoscesi dirupi, piacque al nuovo imperatore per la sua naturale inaccessibilità. Ben presto, però, la necessità di essere continuamente in contatto con il governo e la flotta di Miseno lo fecero ricredere; di conseguenza sentì l'esigenza di creare un porto alla "Grande Marina", dove la spiaggia meglio lo consentiva e dove ancora sorge: la presenza di alcuni resti dell'antico porto lungo le pendici di Palazzo a mare ne fanno però supporre l'esistenza già in epoca di Augusto. La nuova infrastruttura e l'eccelsa Torre del Faro a villa Jovis, destinata a trasmettere e ricevere notizie dal faro del Capo Atheneo (nella penisola sorrentina) e da quello di Miseno, attraverso fumate e fuochi, permisero una migliore comunicazione dell'isola con l'impero.
Durante un viaggio lungo le coste campane e laziali, un malore costrinse Tiberio a fermarsi in una villa a Miseno, dove morì il 16 marzo del 37 d.C.
Merito di Augusto e Tiberio fu la costruzione di numerose ville imperiali. Le tre più importanti furono villa Jovis, Damecuta e Palazzo a Mare. Quest'ultima, secondo Maiuri, fu residenza ufficiale di Augusto, preferita al nucleo residenziale di Torre per la sua vicinanza all'approdo e la sua collocazione all'ombra e in luogo poco ventilato (fattori favorevoli alla cagionevole salute dell'imperatore).
Le notevoli dimensioni delle nuove ville e l'aumento della popolazione comportarono la realizzazione di cisterne per l'approvvigionamento idrico mediante la raccolta di acqua piovana. Diverse soluzioni interessarono le ville capresi, come quella di villa Jovis, dove più cisterne vennero riunite nel corpo centrale della villa. Ma, per la maggior parte, erano cisterne scavate nel vivo della roccia, ricoperte di buon intonaco signino a tenuta idraulica, intercomunicanti e intramezzate da muri per meglio permetterne l'utilizzazione e la distribuzione, provviste, le più vaste e profonde, di vasche di sedimentazione e di scale di discesa per l'annuale svuotamento e rinettamento, coperte da una volta che funzionava da piano raccoglitore. Oltre le cisterne delle ville venne realizzato un pubblico serbatoio nella località di Soprafontana o di Maruscello.
Per quanto riguarda l'abitato, Maiuri parla di uno spostamento della popolazione verso la marina, lungo le contrade Aiano, Campodipisco, Villanova e Truglio, dove sorgerà la chiesa di San Costanzo.

## Il Medioevo
Con la fine dell'epoca imperiale, Capri ritornò a far parte dello Stato napoletano e iniziò a diventare il centro di scorrerie e di saccheggi da parte di pirati, ben motivati dalla posizione dell'isola sulla rotta fra Agropoli ed il Garigliano.
Nell'866 passa sotto il dominio di Amalfi, per decisione dell'imperatore Ludovico II, che desiderava premiare gli amalfitani per i servigi offertigli nella lotta contro i saraceni e nella liberazione del vescovo di Napoli Attanasio, imprigionato dal duca di Napoli Sergio I nell'isola di Megaride, attuale Castel dell'Ovo. La dipendenza di Capri da Amalfi, che aveva rapporti frequenti con l'Oriente, è particolarmente evidente nell'arte e nell'architettura, nelle quali furono introdotti, sui saldi stilemi classici, moduli bizantini ed islamici (come l'impiego delle volte estradossate).
Nonostante questi diversi influssi artistici, quattro chiese sono riuscite a conservare i loro originari caratteri e la loro semplicità, rimanendo incontaminate da rifacimenti posteriori: la chiesa di Sant'Anna, quella di San Michele, quella di Santa Maria di Costantinopoli e la parrocchia di San Costanzo.
Nel 987 venne consacrato il primo vescovo caprese per ordine di papa Giovanni XV, nella chiesa di San Costanzo, prima cattedrale dell'isola, sorta nel borgo medievale e intorno alla quale si raccoglieva la popolazione che risiedeva presso Marina Grande.
Capri, abbandonata a sé stessa e flagellata da numerose scorrerie musulmane, vide i propri abitanti costretti ad abbandonare Marina Grande per rifugiarsi sulle alture ai piedi del Castiglione. A quanto pare, però, quest'ipotesi sembra sia stata messa in discussione dall'esame del disegno cartografico opera del geografo arabo Edrisi, nella quale è evidente la presenza di una zona abitata intorno al porto. La stessa presenza, tra l'altro, della chiesa di San Costanzo fa pensare che la popolazione, avvistata una nave saracena, si mettesse in salvo dietro le mura della città alta e nella grotta di Castiglione, pregando San Costanzo suo protettore.
Con gli Angioini, Capri ebbe il suo primo signore nel conte Giacomo Arcucci, che nel 1371 fondò la certosa di San Giacomo nella valle fra il Castiglione e il Monte Tuoro, su un territorio donato dalla regina Giovanna I, prima regale protettrice della casa angioina. Numerosi furono i privilegi concessi dalla monarca e da diversi papi alla certosa, i cui monaci, grazie al prestigio acquisito, poterono rivestire un ruolo politicamente e socialmente influente.
Intanto, sull'isola continuavano a configurarsi due realtà urbane, opposte "l'una all'altra come due isole", come afferma Berardi, "spazio plurale per decisione culturale più che per conformazione geografica e dunque per costruzione storica più che per natura". L'astio si trasformò in concorrenza nei vantaggi fiscali e alimentari.
Per quanto riguarda l'insediamento medievale, esso trova collocazione a brevissima distanza da Marina Grande dove è situata la coeva chiesa di San Costanzo (anche se non ne esiste alcuna testimonianza diretta), mentre in seguito si trasferì tra le pendici del monte San Michele e quelle del monte Solaro.
Quest'ultimo agglomerato urbano è stato interessato da due distinti fenomeni di formazione urbana, come viene mostrato da Berardi, dei quali uno, il settore orientale, è da considerarsi originario, mentre il secondo, il settore occidentale, che si sviluppa intorno al palazzo Arcucci, poi diventato palazzo Cerio, sarebbe dovuto ad una evoluzione successiva, frutto di un potere non locale legato all'ammiraglio del regno di Napoli. Tra questi due insediamenti, fra il XVII e il XVIII secolo, venne creata un'area di continuità rappresentativa: la piazza.
Il settore orientale (via Longano, via Sopramonte e via Le Botteghe) costituì inizialmente la totalità dell'abitato formatosi forse intorno alla chiesa della Madonna delle Grazie, quando la scarsa popolazione della piana di San Costanzo decise di trasferirsi sulle alture, per potersi difendere dalle incursioni dal mare. L'insediamento è definito, a nord, dalle mura greche, sulle quali si sono impostate quelle medioevali, costituite dai fronti stessi delle costruzioni, il che è una costante del sistema difensivo locale. A sud, che corrisponde a via Le Botteghe, troviamo probabilmente disposte due porte, una a sud-est nell'innesto con via Fuorlovado ed una a nord all'imboccatura della piazzetta. La densità abitativa, in modo diverso, diventa più sporadica a nord-est, sul pendio ripido del monte San Michele, e a sud-est sul versante che scende verso la Certosa. Ciò è dovuto probabilmente al fatto che la ripidità del terreno costituiva, insieme al monastero ben fortificato, un elemento di difesa difficilmente raggiungibile dal mare.
Il sistema risulta organizzato da strutture che rendono legati gli edifici che lo compongono: la via spesso corre al disotto delle case mentre queste ultime, che la scavalcano, comunicano tra di loro, in modo indipendente, anche al di sopra di essa. A quanto pare, la città, consapevole dell'insufficienza di qualunque difesa, escogitò un modo per potersi segmentare in infiniti punti a livello del suolo, attraverso i suoi innumerevoli e minuscoli vicoli curvilinei che, al momento opportuno, era possibile chiudere per poter poi comunicare a livello superiore. È come se ad una città di strade ne fosse sovrapposta un'altra, le cui parti sono collegate da sistemi indipendenti che creano una città superiore, anche grazie alla complicità dei cittadini che potevano percorrere l'intero insediamento dopo aver bloccato i vicoli sottostanti ai nemici.
Il versante occidentale, sviluppatosi oltre il Largo Cerio, verso via Madre Serafina, si organizzava differentemente: era legato ai nobili e alla Corte, era sede di una società diversa di patrizi, dei loro seguiti e dei loro ospiti, lentamente emersa nel corso del XIV secolo. Nello stesso Largo, in corrispondenza del quale troviamo la scalinata che lo collega alla piazzetta, doveva in quell'epoca essere situato il convento di Santo Stefano di cui si dice che la torre campanaria sia ciò che resta.

## Dominio spagnolo
Il 24 ottobre 1496 Federico I di Napoli stabilì la parità tra Capri ed Anacapri, riconoscendo a questa le stesse franchigie ed immunità dell'altra, separandone le amministrazioni e le rendite, atto confermato poi dal Generale Consalvo di Cordova il Gran Capitano, primo viceré della dinastia spagnola di Ferdinando il Cattolico.
Come tutta la penisola Sorrentino-amalfitana, l'isola di Capri farà parte dell'antico e prestigioso principato di Salerno.
Intanto, le continue scorrerie dei pirati degenerarono durante l'impero di Carlo V ed il governo del suo grande viceré Don Pietro di Toledo, quando le flotte corsare guidate dallo spietato Khayr al-Dīn, soprannominato il Barbarossa, saccheggiarono e incendiarono Capri non meno di sette volte. La peggiore incursione si ebbe nel 1535, quando il Barbarossa si impadronì di Capri ed incendiò il castello di Anacapri, le cui rovine da allora recano il nome di castello Barbarossa. Nel 1553 una seconda invasione, che si risolse nel saccheggio e nell'incendio della certosa, fu compiuta dall'ammiraglio Dragut. Il pericolo di incursioni come queste portò Carlo V ad autorizzare gli abitanti a girare armati, e nuove torri vennero costruite a difesa dell'isola, accanto a quelle già esistenti del Castiglione e di Torre Materita. Solo la conquista da parte della Francia degli stati barbareschi nel 1830 pose fine alla pirateria.
Il XVII secolo vede Capri afflitta da numerosi contrasti interni, a noi noti grazie alle numerose rimostranze inviate dai vescovi dell'isola alla sede pontificia ed ai viceré di Napoli contro il capitano del re o contro i monaci della certosa. Contraria a queste lotte per i beni mondani fu suor Madre Serafina, che, votata alla povertà e alla carità, fondò un ramo dell'ordine delle carmelitane e fece costruire il primo convento a Capri con la piccola eredità ricevuta dalla madre e dallo zio (suoi genitori spirituali, morti a causa della peste del 1656) e con gli aiuti ricevuti dall'arcivescovo di Amalfi e dal viceré di Napoli. La cerimonia di inaugurazione si ebbe nel 1678. Annessa al convento di Santa Teresa era la chiesa del Salvatore inaugurata nel 1685, opera dell'architetto Dionisio Lazzari.
Negli anni successivi, tra 1673 e il 1691, la religiosa fondò altri cinque conventi sulla terraferma ed un altro ad Anacapri mantenendo così una promessa fatta all'arcangelo Michele, che nel liberare Vienna dai Turchi aveva ascoltato una sua preghiera. Di quest'ultimo convento si possono ammirare, oltre le mura che circondano la Casa Timberina dietro la parrocchia di Santa Sofia, la chiesa barocca di San Michele a pianta ottagonale con il suo pavimento in maiolica raffigurante la cacciata di Adamo ed Eva dal Paradiso.
In questo periodo, in cui Capri viveva invasioni piratesche ed intrighi ecclesiastici, comparve sull'isola il suo primo turista, Jean Jacques Bouchard, il cui diario, ritrovato nel 1850, rimane una testimonianza importantissima di quegli anni. In esso egli descrive con cura i caratteri paesaggistici e culturali capresi, riuscendo a raccogliere in soli due giorni molte più notizie di chi, dopo di lui, poté fermarsi più tempo.

## Dal periodo borbonico in poi
Fra i regnanti della dinastia borbonica, Carlo III e il figlio Ferdinando IV furono quelli che mostrarono più interesse per l'isola. In un periodo di grande fervore per le scoperte archeologiche (si pensi agli scavi di Ercolano e Pompei), Carlo III affidò al governatore dell'isola l'incarico di registrare le antichità. Il suo interesse, però, era dovuto alla volontà di abbellire a arricchire gli arredi della reggia di Caserta (si pensi alle quattro colonne di San Costanzo trasformate in lastre e cornici) piuttosto che al desiderio di ampliare la cultura e le conoscenze del tempo. Più tardi, Ferdinando diede il permesso a Norbert Hadrawa di compiere devastanti scavi, allo scopo di assicurarsi antiche sculture e marmi da riutilizzare nei suoi palazzi. A quegli anni risale il dissotterramento di villa Jovis, che assicurò alla cattedrale di Santo Stefano di Capri il più bel pavimento di marmo della villa imperiale.
Nei primi anni dell'Ottocento l'aspra lotta fra Napoleone I e l'Inghilterra coinvolse anche Capri. L'occupazione della città da parte dei francesi (gennaio 1806) non lasciò tranquille le truppe inglesi, le quali, sbarcate sull'isola nel maggio dello stesso anno, sotto la guida di Sir W. Sidney Smith, riuscirono ad avere la meglio sui loro nemici. Gli inglesi per due anni agirono incontrastati, vi stabilirono una nutrita guarnigione e realizzarono alcune opere di fortificazione che resero l'isola una "Piccola Gibilterra", causando però danni irreparabili alle rovine delle ville imperiali. In quel periodo Capri contava circa 3000 abitanti.
Il solo che riuscì a annientare le forze inglesi fu Gioacchino Murat, il 4 ottobre del 1808: attraverso un attacco simulato sui due approdi di Marina Grande e Marina Piccola distolse l'attenzione degli inglesi dalla costa occidentale, da dove i francesi riuscirono a risalire la scogliera e a costringere i nemici alla resa e a far loro precipitare in mare un cannone, poi ritrovato sott'acqua nel 2000. Poco dopo la conquista di Capri, i privilegi della Certosa furono annullati da Murat, e il 12 novembre del 1808 i monaci furono obbligati a lasciare l'isola.
I francesi qui rimasero fino alla fine della potenza napoleonica e alla restaurazione borbonica (1815), quando Ferdinando IV di Napoli rientrò a Napoli e con il nome di Ferdinando I, secondo le disposizioni del congresso di Vienna, divenne sovrano del regno delle Due Sicilie.
Capri poté uscire dal lungo periodo di letargo che aveva caratterizzato quegli ultimi anni, affacciandosi all'Ottocento con una nuova veste. Diventò meta di numerosi viaggiatori che la visitarono e ne ammirarono la natura e la celebre Grotta Azzurra, divenuta intanto famosa in tutto il mondo.
A partire dai primi anni del Novecento, approdarono a Capri, per rimanervi più o meno a lungo, Vladimir Lenin, Maksim Gor'kij, Tomáš Masaryk, Jacques d'Adelswärd-Fersen, Marguerite Yourcenar, Friedrich Alfred Krupp, Pablo Neruda, Curzio Malaparte, Norman Douglas, Sibilla Aleramo, Monika Mann, Roger Peyrefitte. Meta di poeti, pittori e scrittori, Capri cominciò a conoscere un nuovo sviluppo economico, che poté ovviare al decadimento dell'agricoltura, frutto anche della cacciata dei monaci dall'isola. Parallelamente, diminuì la produzione del vino e quella della seta, poi scomparsa completamente insieme alla produzione del corallo.
L'isola non conobbe l'occupazione tedesca, al contrario del capoluogo Napoli, perché i soldati italiani comandati dal Col. Guido Marsiglia ne mantennero il controllo fino all'arrivo degli alleati a bordo del cacciatorpediniere USS Knight il 13 settembre 1943. Il 10 settembre nel porto avevano trovato rifugio anche sette MAS della Regia Marina provenienti da Gaeta.
Tra il 1927 e il 1946 i due comuni dell'isola furono aggregati in un unico comune. Dopo il 2000 è stato riproposto il ritorno ad un'unica entità amministrativa sull'isola.